# محاصره لاذقیه
۱۳ اوت ۲۰۱۱ ارتش و نیروی دریایی سوریه به منظور سرکوب اعتراضات ضد حکومتی صورت گرفته در کمپ فلسطینیان لاذقیه وارد عمل شدند. طی این عملیات تعدادی کشته و زخمی یه جای ماند. با این وجود شهر لاذقیه از اعتراضات و درگیری‌های بعدی جنگ داخلی سوریه مصون ماند.

## علل عملیات
کمپ فلسطینیان شهر لاذقیه واقع در محله الرمل این شهر از مارس ۲۰۱۱ شاهد اعتراضات ضد حکومت بشار اسد بود. بر اساس گفته‌های دولت سوریه طی این اعتراضات ۱۲ نفر تا آخر ماه مارس کشته شدند. دولت سوریه به منظور جلوگیری از انتشار این اعتراضات به خارج از کمپ به ساکنان آن وعدی بهبود اوضاع و اصلاحات را داد. اما علی‌رغم حضور بیشتر نیروهای امنیتی و دستگیری، اعتراضات ادامه داشت و چندین غیرنظامی در مواجهه با مأموران امنیتی کشته شدند.

## تشدید اعتراضات
۱۳ اوت ۲۰۱۱ بیش از ۲۰ تانک و نفربر وارد لاذقیه شدند و طبق گزارش دیدبان حقوق بشر سوریه در درگیری‌های آن روز ۲ نفر کشته شدند.
روز بعد با حمله تانک‌ها به معترضان بمباران واضع آن‌ها توسط ناوهای نیروی دریایی حدود ۲۶ نفر از آن‌ها کشته شدند. بر اساس گزارش دیدبان حقوق بشر سوریه بیشتر این افراد در اثر شلیک مستقیم مسلسل کشته شدند. دولت سوریه نیز مدعی شد در اثر این درگیری‌ها ۲ نفر از سربازان ارتش کشته شدند.
۱۵ اوت نیز درگیری‌های ارتش و معترضان ادامه داشت و ارتش از آن‌ها خواسته بود تا منطقه جنوبی و جنوب شرقی لاذقیه را ترک کنند. آژانس امداد و اقدام سازمان ملل متحد برای آوارگان فلسطینی در خاور نزدیک می‌گوید بیش از ۵٬۰۰۰ فلسطینی طی محاصره لاذقیه از کمپ پناهجویان این شهر اخراج شدند.